# Rosa María Bravo
Rosa María Bravo Soba (* 25. August 1976 in Bàscara) ist eine ehemalige spanische Radsportlerin, die auf der Straße und bei Querfeldeinrennen aktiv war.
1998 sowie 2011 wurde Rosa Maria Bravo spanische Meisterin im Straßenrennen. Mehrfach stand sie zudem bei nationalen Meisterschaften im Straßenrennen sowie im Einzelzeitfahren auf dem Podium. 2005 und 2006 wurde sie auch spanische Meisterin im Querfeldeinrennen. Nach ihrem zweiten Titelgewinn 2011 beendete sie ihre aktive Radsportlaufbahn.